# Геномный импринтинг
Геномный импринтинг — эпигенетический процесс, при котором экспрессия определённых генов осуществляется в зависимости от того, от какого родителя поступили аллели. Наследование признаков, определяемых импринтируемыми генами, происходит не по Менделю. Импринтинг осуществляется посредством метилирования ДНК в промоторах, в результате чего транскрипция гена блокируется. Обычно импринтируемые гены образуют кластеры в геноме. Импринтинг некоторых генов в составе генома показан для насекомых, млекопитающих и цветковых растений.

## Обзор
У диплоидных организмов в соматических клетках каждый аутосомный ген представлен двумя экземплярами, аллелями, полученными от материнского и отцовского организмов в результате оплодотворения. Для преобладающего числа генов экспрессия идёт с обоих аллелей одновременно. Однако у млекопитающих некоторые гены (менее одного процента) импринтированы, то есть экспрессируется только один аллель.
Какой аллель будет экспрессироваться, зависит от пола родительского организма, предоставившего аллель. Например, для гена IGF2 (инсулиноподобного фактора роста) экспрессируется только аллель, наследуемый от отца.
Слово «импринтинг» было впервые использовано для описания явлений, наблюдаемых у насекомого Pseudococcus nipae. У псевдококцид (Homoptera, Coccoidea) самцы и самки развиваются из оплодотворённых яиц. У самок все хромосомы остаются эухроматиновыми и функционируют, в то время как у самцов один гаплоидный набор хромосом становится гетерохроматиновым после шестого деления зиготы и остаётся таким в большинстве тканей, поэтому самцы являются функционально гаплоидными. У насекомых явления импринтинга обычно означают сайленсинг генома у самцов и поэтому вовлечены в процессы определения пола.  У млекопитающих процессы геномного импринтинга вовлечены в функциональное неравенство между родительскими аллелями генов.

## История открытия
Первые опыты, обнаружившие различие в хромосомах, полученных от отца или от матери, были проделаны практически одновременно учёными, работавшими в Филадельфии и Кембридже, в 1984 году.
Пятью годами позже Дэвид Хэйг из Гарварда высказал гипотезу, что отцовские гены отвечают за образование плаценты, а материнские — за дифференцировку клеток эмбриона при формировании тканей и органов. Из этого он сделал вывод, что у яйцекладущих и даже у сумчатых не должно быть импринтинга отцовских или материнских генов. Этот вывод был экспериментально подтверждён. Но исследования Хейга объясняют лишь некоторые случаи импринтинга.

## Механизм
Импринтинг генов осуществляется с помощью процесса метилирования ДНК, а также с помощью модификации гистонов репрессорными комплексами поликомб. Если по каким-то причинам импринтинг не сработает, это может привести к появлению генетических нарушений — например, синдром Прадера — Вилли, синдромы Беквита — Видемана и Рассела — Сильвера, а также к целому ряду других нарушений. Кроме того потеря импринтинга является одной из причин низкой эффективности при клонировании животных путем переноса ядер соматических клеток и способствует дефектам развития, наблюдаемым у клонированных эмбрионов